# Museum Arnhem
Museum Arnhem (voorheen Gemeentemuseum Arnhem en Museum voor Moderne Kunst Arnhem) is een museum voor moderne kunst, hedendaagse kunst, toegepaste kunst en vormgeving in de Nederlandse stad Arnhem, met de nadruk op kunst van de 20e eeuw. Het museum is opgericht in 1856. Vanaf 1920 is het gevestigd in een voormalige herensociëteit, ontworpen door de Nederlandse architect Cornelis Outshoorn.

## Collectie

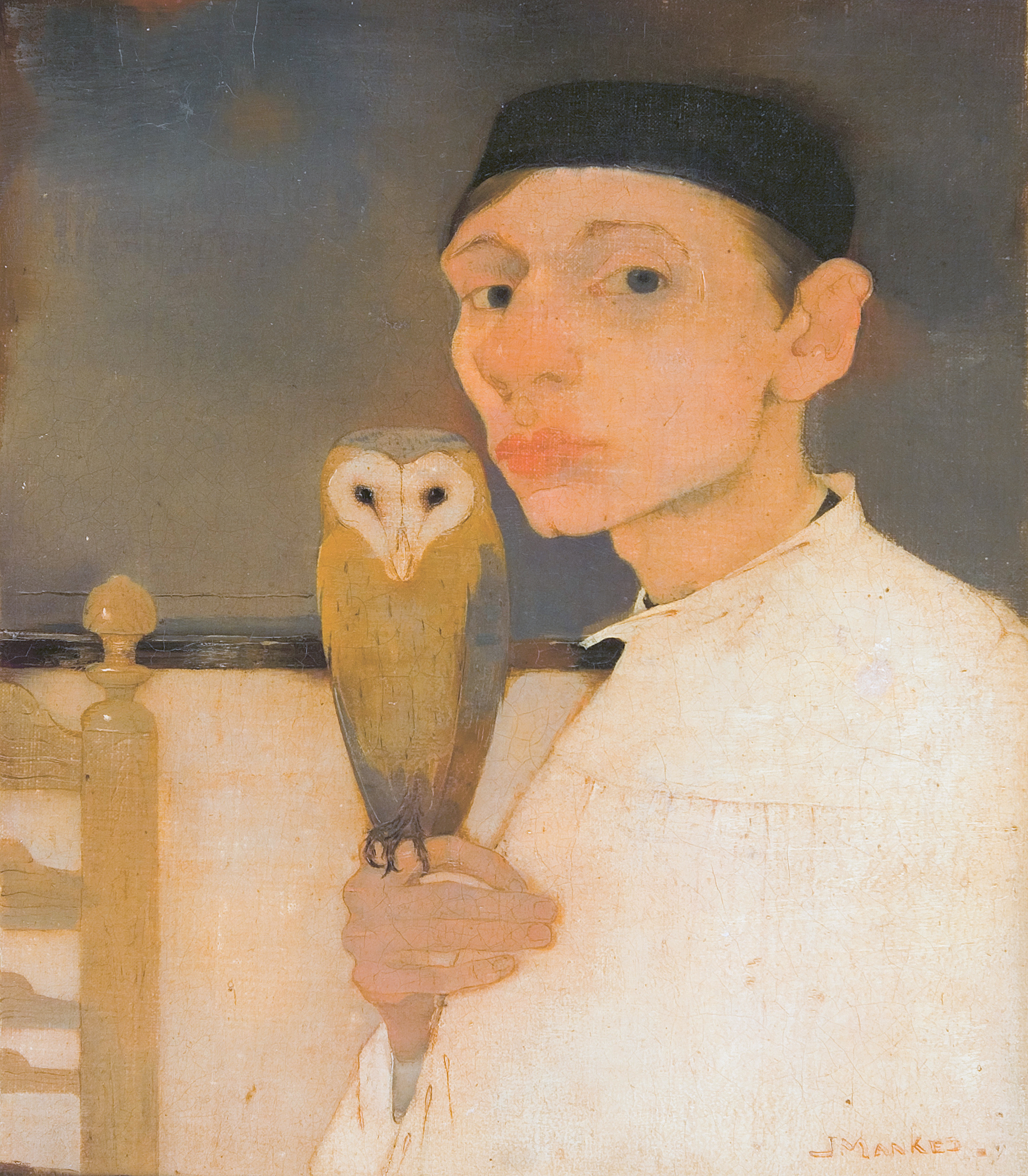
Zelfportret met uil (1911) van Jan Mankes, onderdeel van de collectie modern realisme van Museum Arnhem.

De collectie van Museum Arnhem is ontstaan toen Alexander Ver Huell zijn hele bezit, waaronder schilderijen, tekeningen, prenten en kunstnijverheid aan de gemeente Arnhem naliet na zijn dood in 1897. Samen met de historische objecten die de gemeente al bezat, werd de collectie in de jaren daarna uitgebreid. In 1996 verhuisde een deel van de collectie naar het Historisch Museum Arnhem, dat eind 2013 verhuisde naar het nieuwe Erfgoedcentrum Rozet in samenwerking met de Gelderland Bibliotheek, in een gebouw van Neutelings Riedijk Architecten.
In het tweede decennium van de 21e eeuw bestond de brede collectie uit de magisch realisten en tijdgenoten, nieuwe figuratie, beeldende kunst vanaf ongeveer 1980, kunstenaarsboeken, en toegepaste kunst en vormgeving (sieraden, glas en keramiek). In de collectie bevindt zich werk van onder meer magisch realisten en surrealisten als Jan Mankes, Edgar Fernhout, Raoul Hynckes, Pyke Koch, Dick Ket, Wim Schuhmacher, Charley Toorop, Carel Willink, Johan van Hell, Chris Lebeau, Wim Oepts, Hendrik Valk en Joop Moesman. Ook bezit het museum vele werken van de lange tijd in Arnhem werkzame kunstenaar Klaas Gubbels.

### Sieraden
Het museum is een van de belangrijkste instellingen in Nederland die zich bezighouden met het verzamelen en tentoonstellen van werk van sieraadontwerpers. In 1967 werd Riet Neerincx (1925-2012), zelf ook actief als sieraadontwerper, conservator van de afdeling kunstnijverheid. Onder haar leiding is het museum gestart werk van met name Nederlandse sieraadontwerpers en edelsmeden te verwerven en te presenteren. Met een regelmaat van ongeveer eens per jaar wordt een tentoonstelling gewijd aan het sieraad. Ook worden delen van de collectie via de online platforms Modemuze en Sieradenmuze gedeeld. Anno 2017 bestaat de collectie sieraden uit circa 1000 objecten van onder anderen Hans Appenzeller, Gijs Bakker, Peggy Bannenberg, Nicolaas van Beek, Dinie Besems, Bond van Oproerige Edelsmeden, Onno Boekhoudt, Françoise van den Bosch, Mecky van den Brink, Francesca di Ciaula, Paul Derrez, Jacomijn van der Donk, Iris Eichenberg, Johanna Titselaar en Bernard Jongstra, Petra Hartman, Maria Hees, Marion Herbst, Herman Hermsen, Rian de Jong, Beppe Kessler, Emmy van Leersum, Felieke van der Leest, Nel Linssen, Lous Martin, Jan Matthesius, Chequita Nahar, Riet Neerincx, Bruno Ninaber van Eyben, Ted Noten, Ruudt Peters, Katja Prins, Philip Sajet, Lucy Sarneel, Robert Smit, Chris Steenbergen, Thea Tolsma, Truike Verdegaal, Charlotte van der Waals, Marcel Wanders, Lam de Wolf en Paul Zwollo.

## Gebouw

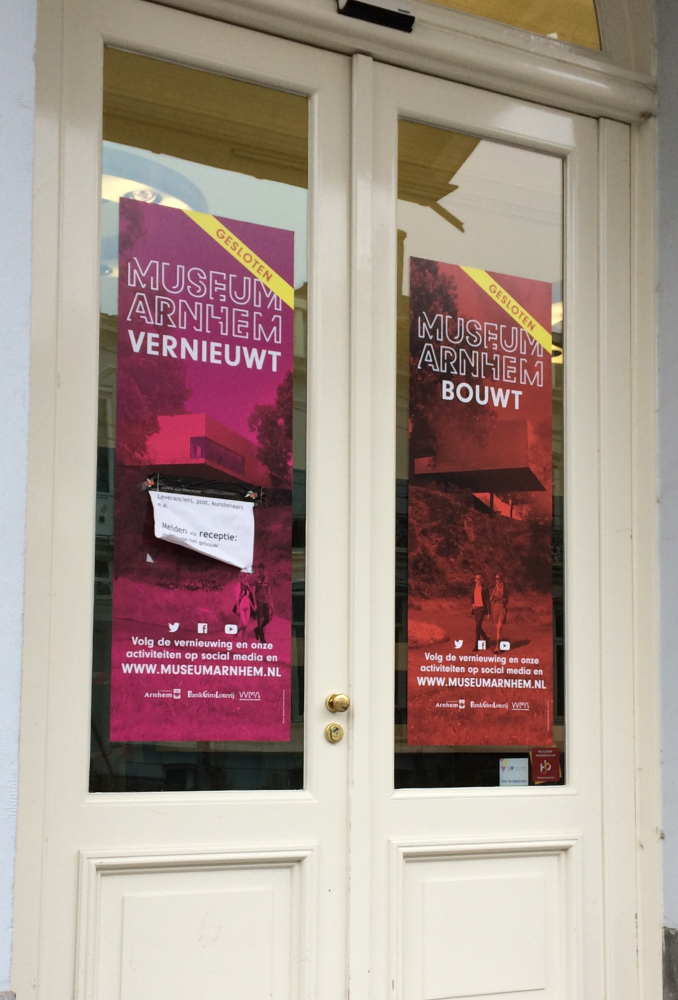
Bekendmaking verbouwing bij hoofdingang

De architect Cornelis Outshoorn bouwde in 1873 een herensociëteit op de oude stuwwal aan de rand van Arnhem aan het begin van de Utrechtsestraat. De herensociëteit, waarvan de leden vooral uit Nederlands-Indië teruggekeerde suikerplanters waren, heeft niet lang bestaan. Vanwege het dalende ledental werd het gebouw in 1920 overgedragen aan het Gemeentemuseum Arnhem.
Nadat de Britse soldaten in 1944 in Oosterbeek geland waren, kwam het gebouw in de frontlinie van de Slag om Arnhem te liggen. Rond het gebouw werd hevig gevochten. Het werd zwaar beschadigd, hersteld en in 1954 heropend als museum voor moderne kunst.
Later werd het gebouw met verschillende zalen uitgebreid door de architecten Frits Eschauzier en Hubert Jan Henket. In 1956 werd door architect Eschauzier aan het bestaande gebouw een nieuwe vleugel toegevoegd. In de jaren zeventig werd de hoofdingang van de Utrechtsestraat verlegd naar de zijkant van het gebouw. In 2000 is na een verbouwing de hoofdingang aan de Utrechtsestraat in ere hersteld. Daardoor komen bezoekers direct in de centrale koepelhal van Outshoorn terecht. Architect Hubert-Jan Henket voegde een tweede vleugel en museumcafé toe. Deze aanbouw bestaat uit prefab bouwonderdelen met grote raampartijen en uitzicht op de beeldentuin en de Nederrijn.

### Verbouwing 2017-2022
De Arnhemse gemeenteraad besloot op 25 januari 2016 het museum uit te breiden met 550 m² tentoonstellingsruimte, deels ondergronds. Het budget bedraagt 11,2 miljoen euro. In het najaar in 2017 ging het nieuwbouwproject van start. Museum Arnhem krijgt meer tentoonstellingsruimte, de bezoekersvoorzieningen worden verbeterd en het uitzicht en de tuin worden meer bij het museum betrokken. Het bureau Benthem Crouwel Architecten uit Amsterdam maakt het ontwerp voor de uitbreiding en vernieuwing van het museum.
Volgens de oorspronkelijke planning zou het museum in december 2019 weer open gaan, maar in februari 2018 mislukte de aanbesteding. Er was geen aannemer bereid gevonden die het werk binnen de financiële randvoorwaarden van de Arnhemse gemeenteraad wilde bouwen. De aanvang van de bouwwerkzaamheden werd uitgesteld. Na een nieuwe, succesvolle aanbesteding zijn de bouwactiviteiten gestart.
Sinds de heropening op 13 mei 2022 is het vernieuwde museum weer voor het publiek toegankelijk.

## Beeldenpark

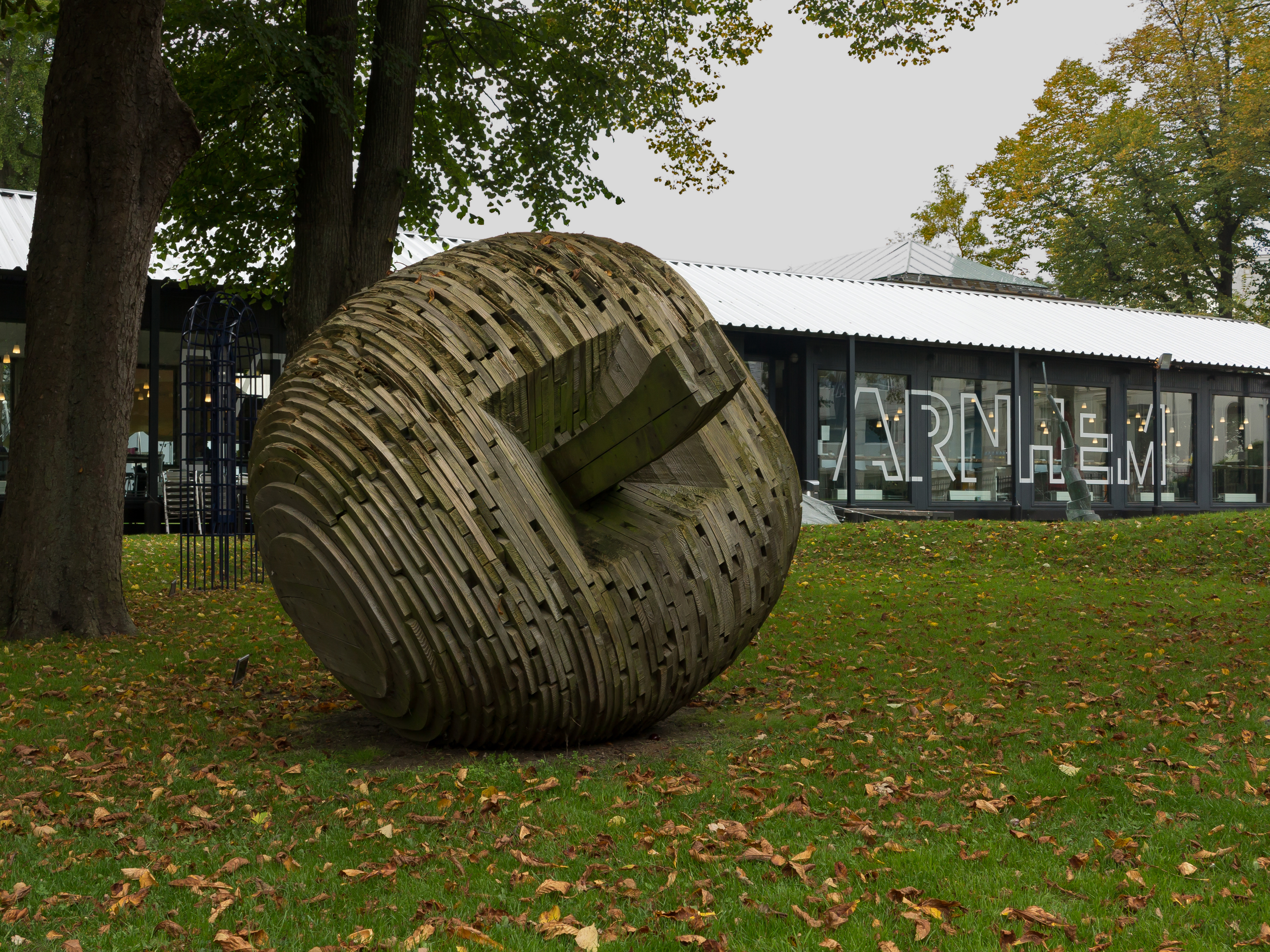
Houten sculptuur De Appel (1977) van Kees Franse in de tuin van het museum

Het museum heeft een vrij toegankelijk beeldenpark in de tuin rond het gebouw met uitzicht op de Nederrijn. De permanente collectie omvat meer dan twintig werken van moderne en hedendaagse Nederlandse en internationale beeldhouwers, onder wie Alighiero Boetti, Fortuyn/O'Brien, Jenny Holzer, Henry Moore, Pearl Perlmuter, Thom Puckey, en Marc Quinn. Meerdere werken zijn afkomstig van de sinds 1949 gehouden internationale beeldhouwtentoonstelling Sonsbeek in Arnhem.

## Organisatie
Het museum is vanaf 1 januari 2014 ondergebracht in de Stichting Musea Arnhem en maakte voordien organisatorisch deel uit van de gemeente Arnhem, en ontvangt een jaarlijkse subsidie van de gemeente. In 2011 bedroeg deze € 2.626.000.

## Bezoekersaantallen
Aantal bezoekers per jaar:
| Jaar | Bezoekers                                     |
| ---- | --------------------------------------------- |
| 2006 | 37.000                                        |
| 2007 | 52.000                                        |
| 2008 | 50.000                                        |
| 2009 | 54.523                                        |
| 2010 | 54.704                                        |
| 2011 | 53.321                                        |
| 2012 | 64.501                                        |
| 2013 | 63.537                                        |
| 2014 | 45.975                                        |
| 2015 | 61.113                                        |
| 2016 | 61.889                                        |
| 2017 | 61.230                                        |
| 2018 | Verbouwing, exposities elders +30.000         |
| 2019 | Verbouwing, exposities elders +70.000         |
| 2020 | Verbouwing + COVID, exposities elders +27.000 |
| 2021 | Verbouwing + COVID, exposities elders +25.000 |
| 2022 | 105.851                                       |
| 2023 | 105.665                                       |

## Invloedrijke medewerkers
- A.J. de Lorm, directeur van 1947 tot 1966
- Johan Mekkink, adjunct-directeur van 1954 tot 1967 en directeur van 1967 tot 1969
- Pierre Janssen, directeur van 1969 tot 1982
- Liesbeth Brandt Corstius, directeur van 1982 tot 2001
- Max Meijer, directeur van 2001 tot 2006
- Hedwig Saam, directeur van 2008 tot 2014
- Jaap de Jong, interim-directeur van 2014 tot 2015
- Saskia Bak, directeur van 2015 tot op heden